# 越中守正俊
越中守正俊（えっちゅうのかみまさとし）は、安土桃山時代から江戸時代にかけての山城国の刀工。
新刀上々作にして業物。美濃国関に陸奥守大道の四男として生まれ、文禄のころ上洛して西の洞院夷川に移住。慶長2年9月12日越中守受領。
作柄は兄弟4人の中で最も広く、地鉄は板目が流れ、刃文は直乱れ、のたれ乱れ、箱乱れ、互の目丁子などを焼く。帽子は直ぐでたるんだ刃文となり三品帽子と呼ばれる。
同銘が4代ほど続いている。